# Lachovice
Lachovice (deutsch Lachowitz) ist eine Siedlung in der Stadt Toužim (Theusing) im Okres Karlovy Vary (Bezirk Karlsbad). Der Ort liegt rund 5 km nordöstlich von Theusing auf rund 607 m. Die Gemarkung umfasst etwa eine Fläche von 4,01 km².

## Geschichte

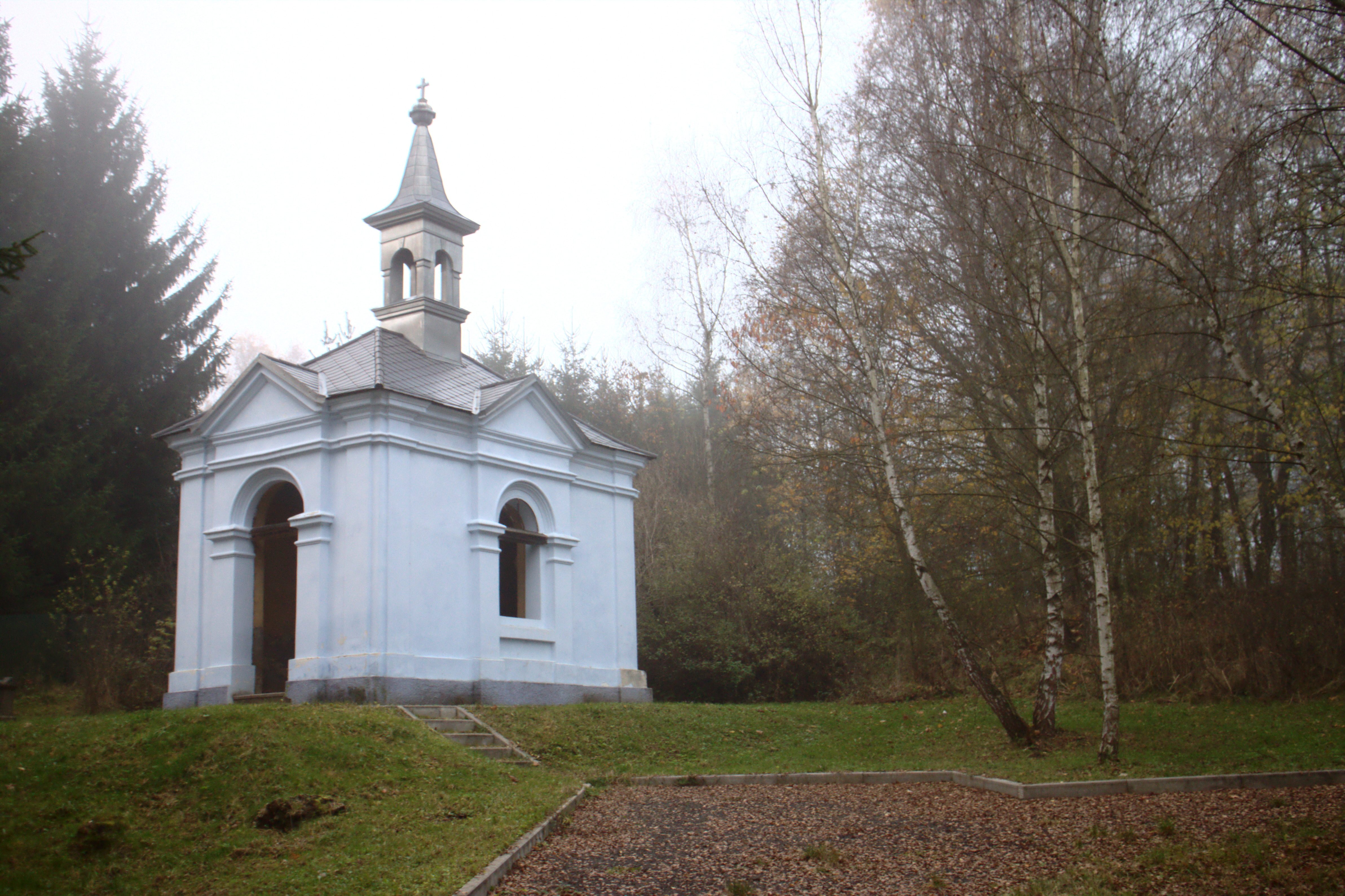
Örtliche Kapelle

Erstmals erwähnt wurde Lachowitz im 1375. Die Einwohnerzahl ist bei der Volkszählung von 2011 nicht genannt. Die anderen Zahlen stammen von der Internetseite der Stadt.
| Jahr      | 2010 | 2011  | 2015 | 2020 |
| --------- | ---- | ----- | ---- | ---- |
| Einwohner | -    | n. a. | -    | 1    |
| Häuser    | 10   | -     | 11   | 12   |

## Belege
1. ↑  STATISTICKÝ LEXIKON OBCÍ ČESKÉ REPUBLIKY 2013 Podle správního rozdělení k 1. 1. 2013 a výsledků sčítání lidu, domů a bytů  k 26. březnu 2011 Zpracoval Český statistický úřad ve spolupráci s Ministerstvem vnitra ČR. (PDF) 1. Januar 2013, S. 276, abgerufen am 16. März 2024 (tschechisch).
2. ↑  Lachovice - Lachovice - Oficiální stránky města Toužim. Abgerufen am 17. März 2024.